# 熊出没之雪岭熊风
《熊出没之雪岭熊风》（英語：Boonie Bears：Mystical Winter），中国大陆3D动画冒险剧情片奇幻片，导演丁亮，配音员包括张伟、张秉君、谭笑、孟雨田、孙尧东、赵肖宇、辛媛、万丹青，2015年1月30日在中国大陆上映。

## 剧情
该片延续《熊出没》的人物角色，讲述光头强、熊大、熊二、雪熊在冬天的故事。

## 演出
| 配音演员                    | 角色     | 备注 |
| 张汝柯                      | 小熊大   |      |
| 张茗                        | 小熊二   |      |
| 王明洋 邱琮巍 缪莹莹 刘思奇 | 小光头强 |      |
| 张伟                        | 熊大     |      |
| 张秉君                      | 熊二     |      |
| 谭笑                        | 光头强   |      |
| 特效                        | 雪熊     |      |

## 声音
中国演员：
- 张伟
- 张炳军
- 谭晓
- 孟玉田
- 孙耀东
- 赵晓宇
- 辛媛
- 万丹青

## 票房
截至2015年2月15日，这部电影在中国已经超过4013万美元。